# Grävna Knippan
Grävna Knippan är ett naturreservat i Sandvikens kommun i Gävleborgs län.
Området är naturskyddat sedan 1996 och är 12 hektar stort. Reservatet består av barrskog med mycket gamla tallar. 